# Faggot
Faggot (l. mn. faggots) – brytyjska potrawa mięsna przyrządzana z podrobów wieprzowych (np.  wątróbki, płuc, śledziony czy serc), o okrągłym kształcie, uproszczona forma kiełbasy.
Pokrojone podroby miesza się ze słoniną, zwykle także z bułką tartą i cebulą. Po przyprawieniu (często wykorzystuje się kwiat muszkatołowy, ziele angielskie, szałwię, pietruszkę) całość zawija się w naturalną osłonkę z pokrojonej w kwadraty sieci większej otrzewnej o charakterystycznej, półprzezroczystej, koronkowej strukturze. Potrawę poddaje się pieczeniu. Można ją spożywać na gorąco bądź na zimno. Faggots produkowane są także przemysłowo i mrożone sprzedawane w sklepach; te jednak cechują się gładszą konsystencją i większą zawartością wody. Danie serwuje się tradycyjnie z tłuczonymi ziemniakami, groszkiem (często również tłuczonym) i sosem pieczeniowo-cebulowym.
Najstarsza znana wzmianka na temat potrawy pochodzi z 1851 roku, choć prawdopodobne jest, że znana była ona dużo wcześniej. Przyrządzana z tanich składników, cieszyła się powodzeniem wśród uboższej części społeczeństwa, zwłaszcza w północnej i zachodniej Anglii. Na popularności zyskała podczas II wojny światowej, gdy podroby były łatwo dostępne w przeciwieństwie do mięsa, które podlegało reglamentacji. Wznowienie zainteresowania tym daniem nastąpiło na początku XXI wieku.
Nazwa potrawy pochodzi od słowa oznaczającego wiązkę chrustu, ze względu na pewne podobieństwo do niej zwiniętych ze sobą kawałków mięsnych. W niektórych częściach kraju potrawa znana jest pod nazwą ducks („kaczki”) lub savoury ducks („kaczki na słono”).
Podobna potrawa w kuchni francuskiej nosi nazwę caillettes lub gayettes. Poza podrobami dodaje się do niej boczek lub inne kawałki mięsa wieprzowego, czosnek i zioła, pomija się natomiast bułkę tartą.